# Укравтозапчастина
Товариство з обмеженою відповідальністю «Укравтозапчастина» — підприємство засноване в 1995 році; є офіційним дилером тракторів Landiniта McCormick виробництва компанії ARGO SpA.
Посідає позиції[які?] на ринках тракторів, сільськогосподарської і спеціалізованої техніки, мототехніки, запасних частин, акумуляторів, шин, дисків, мастильних, експлуатаційних та ремонтних матеріалів. 
Засновниками ТОВ «Укравтозапчастина» є британська компанія «Айелсі контракт лімітед» та ТОВ "Салон-магазин «Алеко». Бенефіціарами обох вказана мешканка Кіпру Марія Саверіадоу. Раніше засновником «Алеко» було ЗАТ «Український промислово-інвестиційний концерн», яке після реорганізації в ПАТ було ліквідовано у 2012 році. ТОВ «Укрзапчастина» також входила до групи «Укрпромінвест» Петра Порошенка. За даними ЗМІ, «Укравтозапчастину» контролює Олег Зімін.
У 2018 році, Київавтодором було закуплено 44 тракторів в Укравтозапчастина. Вартість одного трактора за домовленістю становила 502,5 тис грн, коли в роздріб можна було придбати за 420 тис. грн.